# Jijé

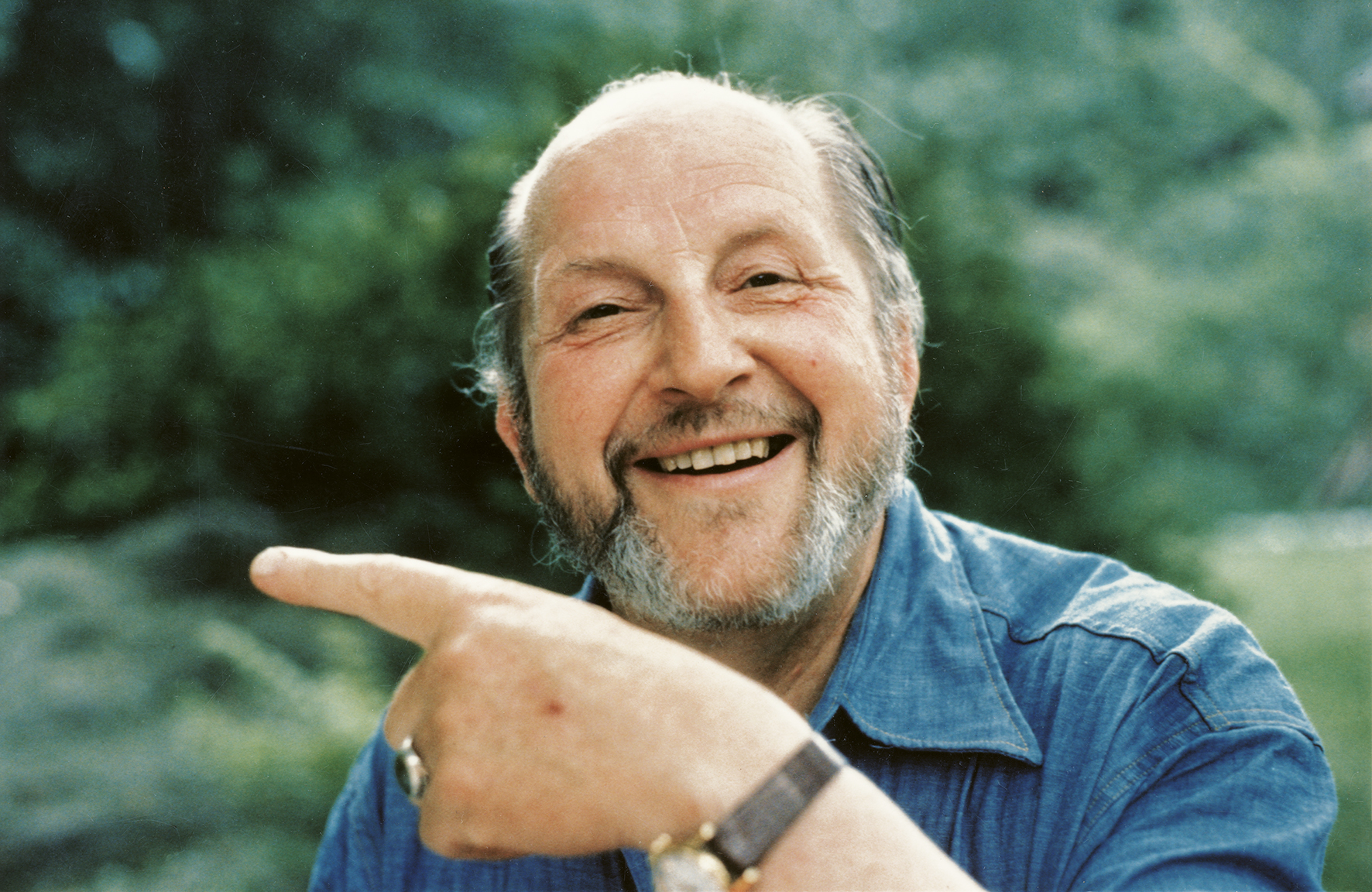
Jijé (1975)

Joseph Gillain alias Jijé (* 13. Januar 1914 in Gedinne, Provinz Namur; † 19. Juni 1980 in Versailles, Frankreich) war ein belgischer Comiczeichner.

## Werdegang
Joseph Gillain wuchs mit sieben Geschwistern auf. Ab 1928 besuchte er die École des Métiers d’art, eine Kunstgewerbeschule in Maredsous, einem Kloster nahe Namur. Von 1931 bis 1932 arbeitete er in einer Motorradfabrik und besuchte einen Abendkurs im Zeichnen an der Universität Charleroi. Gillain lernte dort den Maler Gustave Camus kennen. Von 1932 bis 1933 studierte er in Brüssel an der École de la Cambre am Tage und an der Académie royale des Beaux-Arts de Bruxelles abends.
Am 12. April 1937 heiratete Joseph Gillain seine langjährige Freundin Annie Rodric, die Schwester von Marcel Rodric, einem Klassenkameraden aus Maredsous. Marcel war 1933 im Alter von 18 Jahren bei einem Unfall gestorben, was zu einer sehr engen Beziehung zwischen Joseph und Annie führte.
Joseph Gillain arbeitete als Illustrator für verschiedene Verlage und Projekte, bis er ab 1935 für das Magazin Le Croisé zeichnete. Dort schuf er die kurzlebige Serie Jojo. Seine zweite Serie war Blondin und Cirage, die er im Petits Belges veröffentlichte. 1939 begann er, für das neue Magazin Spirou zu arbeiten. Da die bisher veröffentlichten amerikanischen Comics wegen des Verbots der deutschen Besatzungsmacht nicht mehr erhältlich waren, zeichneten nun Robert Velter (Rob-Vel) und Jijé, wie sich Joseph Gillain nun nannte, die meisten Inhalte. Die Serie Spirou und Fantasio übernahm er ganz von Rob-Vel und kreierte seine eigene Serie Jean Valhardi und Biographien von Don Bosco und Christoph Kolumbus. Unter anderem zeichnete er auch kurze Ersatzepisoden für Superman-Geschichten.
Nach dem Krieg begann er, an einer Comic-Version der Evangelien zu arbeiten. Die Arbeit an Spirou übergab er an André Franquin, Valhardi an Eddy Paape und René Follet, und Blondin und Cirage an Victor Hubinon. 1949 zeichnete er die Biographie von Don Bosco komplett neu. Diese überarbeitete Fassung gilt als eine der besten Comic-Biographien.
Nach 1950 arbeitete Jijé an neuen Abenteuern von Jean Valhardi und Blondin und Cirage, er startete die neue Westernserie Jerry Spring. Daneben begann er die Arbeit an den Biografien von Robert Baden-Powell und Charles de Foucauld. Da seine letzten Arbeiten nicht mehr in Albenform veröffentlicht wurden, verließ er Dupuis in Richtung Dargaud, wo er Tanguy und Laverdure übernahm. Im Jugendmagazin Pilote sprang er bei Leutnant Blueberry und Der rote Korsar als Ersatzzeichner ein. Trotz Krankheit übernahm er später noch Der rote Korsar.
Von 1991 bis 2010 erschien bei Dupuis unter dem Titel Tout Jijé eine 18-bändige Gesamtausgabe seines Schaffens von 1938 bis 1977.

## Werke
- Jojo (1936)
- Freddy Fred (1939)
- Blondin und Cirage (Blondin et Cirage, 1939)
- Trinet et Trinette (1939)
- Don Bosco, ami des jeunes (1941)
- Valhardi (1941)
- Christophe Colomb (1942)
- Spirou und Fantasio (Spirou et Fantasio, 1943)
- Emmanuel (1947)
- Baden Powell (1948)
- Don Bosco (1949)
- Blondin und Cirage (Blondin et Cirage, 1951)
- Jerry Spring (1954)
- Valhardi (1956)
- Onkel Paul (Les Belles histoires de l’oncle Paul, 1957)
- Bernadette (1958)
- Charles de Foucauld (1959)
- Docteur Gladstone (1964)
- Die Abenteuer von Tanguy und Laverdure (Les Chevaliers du ciel Tanguy et Laverdure, 1966)
- Der rote Korsar (Barbe-Rouge, 1979)

## Auszeichnungen
- 1975: Grand Prix Saint-Michel für sein Lebenswerk
- 1977: Grand Prix de la Ville d’Angoulême für sein Lebenswerk

## Ausstellungen
- 2010: Jijé … Un artiste wallon au service de la bande dessinée, Musée provincial des Arts anciens du Namurois in Jambes